# Tarumania walkerae
Tarumania walkerae — тропічний прісноводний вид харациноподібних риб, єдиний представник роду Tarumania та родини Tarumaniidae. Описаний у 2017 році.

## Етимологія
Вид названо на честь лімнологині Ільзе Вокер (Ilse Walker) з Національного інституту досліджень Амазонії (порт. Instituto Nacional de Pesquisas da Amazônia). Родова назва Tarumania походить від річки Тарума-Мірін (порт. Tarumã-Mirim), лівої притоки Ріу-Негру, де був уперше знайдений цей вид.

## Поширення
Рідкісний вид, поширений у нижній частині басейну річки Ріу-Неґру між притокою Тарума-Мірін та національним парком Анавільянас (центральна Амазонія). Ендемік Бразилії.

## Опис
Рибка завдовжки до 15 см. Таруманія має дуже незвичний плавальний міхур, розділений на одинадцять окремих відділень (на відміну від одного чи двох у більшості риб), який простягається майже по всій довжині тіла. Тіло риби надзвичайно витягнуте та має овальну в перетині форму, надаючи рибі вугроподібний вигляд. До характерних особливостей виду належать також велика кількість хребців, ребер та лусок, зворотне перекриття лусок у верхній частині голови, розвернуті черевні плавці.

## Спосіб життя
Риба живе на мілководді серед листяної підстилки в ізольованих водоймах, розташованих серед тропічного лісу. Деякі з цих водойм взагалі є тимчасовими, інші мають глибину до 70 см. В сезон високої води вони з'єднуються із головним руслом річки. Таруманій часто знаходили глибоко закопаними в товстий шар опалого листя, що лежить на дні.
Полює на бентосних безхребетних. Добре пристосована для плавання серед заплутаного лабіринту відкладень на дні водойми, демонструючи при цьому надзвичайну стабільність і маневровість. Може однаково легко рухатися вперед і назад, залишатися нерухомою в згорбленому положенні у вузьких просторах серед нерівного ґрунту, не торкаючись при цьому жодної поверхні. Плавці таруманії можуть рухатися незалежно один від одного й відхилятися на 180 градусів вперед.
Ще однією незвичайною рисою виду є його справжня здатність дихати повітрям. Спостерігали, як риби, обмежені невеликою кількістю води, ковтали повітря на поверхні та тримали його в ротовій порожнині протягом майже 35 секунд, після чого випускали бульбашку повітря й майже негайно робили новий ковток. Така поведінка повторювалась до десяти разів поспіль. Також таруманія може виживати в сухий сезон, глибоко занурюючись у шар вологого опалого листя.

## Систематична позиція
Tarumania walkeri володіє рядом унікальних морфологічних та фізіологічних ознак, що дозволяє виділити її в окрему родину Tarumaniidae. Найближчими її родичами є представники родини трахірових (Erythrinidae). Оцінка, зроблена на основі філогенетичного аналізу, показала, що їхні предки розійшлися в добу палеогену, приблизно 48 млн років тому (66–32 млн років тому).